# Нора (Небраска)
Нора (енгл. Nora) град је у америчкој савезној држави Небраска.

## Демографија
По попису из 2010. године број становника је 21, што је 1 (5,0%) становника више него 2000. године.
| Група             | 2000.       | 2010.      |
| Белци             | 20 (100,0%) | 17 (81,0%) |
| Афроамериканци    | 0 (0,0%)    | 0 (0,0%)   |
| Азијати           | 0 (0,0%)    | 0 (0,0%)   |
| Хиспаноамериканци | 0 (0,0%)    | 4 (19,0%)  |
| Укупно            | 20          | 21         |